# Wiktor Jankowski (generał)
Wiktor Pawłowicz Jankowski, ros. Виктор Павлович Янковский (ur. 26 lutego?/11 marca 1907 w Petersburgu, zm. 10 marca 1966 w Leningradzie) – generał major Armii Czerwonej i generał brygady Wojska Polskiego.

## Życiorys
Służbę w Armii Czerwonej pełnił od września 1923 do czerwca 1938 oraz od lutego 1939.
Ukończył Tambowską Szkołę Piechoty (1924), Riazańską Szkołę Piechoty (1925).
Po ukończeniu szkoły oficerskiej w Riazaniu pełnił służbę w 44 pułku strzelców w Ukraińskim Okręgu Wojskowym, kolejno na stanowiskach: dowódca plutonu strzelców, czasowo pełniący obowiązki szefa służby chemicznej pułku, dowódca plutonu i czasowo pełniący obowiązki komendanta pułkowej szkoły podoficerskiej, dowódca kompanii, zastępca dowódcy batalionu. Od sierpnia do grudnia 1931 pełnił obowiązki komendanta miasta Mikołajów. 
Od stycznia 1932 pełnił służbę w sztabie 12 Dywizji Strzeleckiej Samodzielnej Armii Dalekiego Wschodu jako pełniący obowiązki zastępcy szefa I wydziału oraz czasowo pełniący obowiązki szefa II wydziału sztabu dywizji. Od września 1936 był słuchaczem Akademii Wojskowej im. M. Frunzego. 
W czerwcu 1938 w ramach represji został zwolniony do rezerwy w związku z polskim pochodzeniem. W lutym 1939 zostaje ponownie powołany do służby wojskowej i wyznaczony na stanowisko wykładowcy taktyki w Riazańskiej Oficerskiej Szkole Piechoty. Od grudnia 1939 był wykładowcą taktyki na Iwanowskich kursach doskonalenia kadry dowódczej rezerwy. Od grudnia 1940 był wykładowcą katedry taktyki ogólnej w Akademii Wojskowej im. M. Frunzego.
Po napaści Niemiec na ZSRR kontynuował służbę na tym stanowisku. Od sierpnia 1941 był szefem sztabu 395 Dywizji Strzeleckiej w składzie Charkowskiego Okręgu Wojskowego, następnie w rezerwie Kwatery Głównej Najwyższego Naczelnego Dowództwa. Od stycznia 1942 organizował działania bojowe dywizji w składzie 18 Armii na Frontach: Południowym, Północno-Kaukaskim oraz Zakaukaskim. Od marca 1943 był szefem sztabu 23 Korpusu Strzeleckiego na Froncie Woroneskim oraz 1 Froncie Ukraińskim, biorąc udział w Biełgorodzko-Charkowskiej operacji zaczepnej i forsowaniu Dniepru. W październiku 1943 zostaje wyznaczony na stanowisko dowódcy 30 Dywizji Strzeleckiej 1 Gwardyjskiej Armii 1 Frontu Ukraińskiego. Dywizja pod jego dowództwem wyróżniła się w walkach o Kijów oraz Żytomierz, za co dowódca dywizji został odznaczony Orderem Kutuzowa II stopnia. Od lipca 1944 W. Jankowski pełnił obowiązki dowódcy 74 Korpusu Strzeleckiego 1 Gwardyjskiej Armii 1 oraz 4 Frontu Ukraińskiego w operacjach zaczepnych: Lwowsko-sandomierskiej oraz Wschodnio-Karpackiej. 
13 września 1944 został awansowany na stopień generała majora. W październiku 1944 w związku z powrotem poprzedniego dowódcy korpusu – generał Jankowski został przeniesiony na wcześniej zajmowane stanowisko dowódcy 30 Dywizji Strzeleckiej. Jednostki dywizji wyróżniły się w toku operacji praskiej. Za wzorowe dowodzenie dywizją generał Jankowski został odznaczony Orderem Bohdana Chmielnickiego II stopnia.
Po zakończeniu wojny – do lipca 1945 pozostawał na wcześniej zajmowanym stanowisku w składzie Północnej Grupy Wojsk, następnie został wyznaczony na stanowisko dowódcy 263 Dywizji Strzeleckiej w tej grupie wojsk. 
Od marca 1946 studiował w Wyższej Akademii Wojskowej im. K. J. Woroszyłowa, po ukończeniu której w maju 1948 pełnił pozostając w niej - obowiązki starszego wykładowcy.
W marcu 1950 został odkomenderowany do dyspozycji ministra Obrony Narodowej RP, gdzie początkowo pełnił obowiązki doradcy ministra. Następnie do 22 marca 1951 był zastępcą komendanta Akademii Sztabu Generalnego WP do spraw liniowych. Następnie był zastępcą szefa Sztabu Generalnego WP, a od stycznia 1952 - szefem Głównego Zarządu Wyszkolenia Bojowego WP.
W styczniu 1953 wrócił do służby w Armii Radzieckiej. Został szefem katedry taktyki Wojskowej Akademii Transportu im. Ł. Kaganowicza. W marcu 1956 przeniesiony do rezerwy. Zginął tragicznie w Leningradzie i tam został pochowany.
Był żonaty z Cecylią, miał czterech synów.

## Odznaczenia
- Order Lenina - dwukrotnie
- Order Czerwonego Sztandaru – czterokrotnie
- Order Kutuzowa II stopnia
- Order Bohdana Chmielnickiego (ZSRR) II stopnia
- Order Czerwonej Gwiazdy